# Panamerikanische Spiele 2015/Leichtathletik – 50 km Gehen der Männer

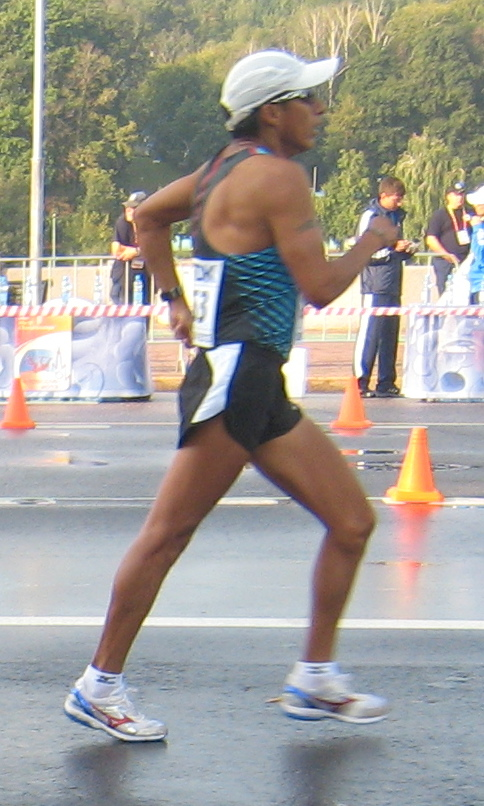
Der Sieger Andrés Chocho (2013)

Das 50-km-Gehen der Männer bei den Panamerikanischen Spielen 2015 fand am 26. Juli um den Ontario Place in Toronto statt.
14 Geher aus neun Ländern nahmen an dem Wettbewerb teil. Die Goldmedaille gewann Andrés Chocho nach 3:50:13 h, Silber ging an Erick Barrondo mit 3:55:57 h und die Bronzemedaille gewann Horacio Nava mit 3:57:28 h.

## Rekorde
Vor dem Wettbewerb galten folgende Rekorde:
| Weltrekord        | Yohann Diniz      | 3:32:23 h | Europameisterschaften in Zürich, Schweiz              | 15. August 2014 |
| Rekord der Spiele | Carlos Mercenario | 3:47:55 h | Panamerikanische Spiele in Mar del Plata, Argentinien | 24. März 1995   |

## Ergebnis
26. Juli 2015, 7:05 Uhr
| Platz | Athlet             | Land               | Zeit (h)   |
| ----- | ------------------ | ------------------ | ---------- |
|       | Andrés Chocho      | Ecuador            | 3:50:13 SB |
|       | Erick Barrondo     | Guatemala          | 3:55:57    |
|       | Horacio Nava       | Mexiko             | 3:57:28    |
| 4     | Jonnathan Cáceres  | Ecuador            | 4:00:58    |
| 5     | Cristian Berdeja   | Mexiko             | 4:05:44    |
| 6     | James Rendón       | Kolumbien          | 4:06:52    |
| 7     | Mario Alfonso Bran | Guatemala          | 4:15:06    |
| 8     | Cláudio dos Santos | Brasilien          | 4:18:08    |
|       | John Nunn          | Vereinigte Staaten | DNF        |
|       | Jonathan Riekmann  | Brasilien          | DNF        |
|       | Pavel Chihuán      | Peru               | DNF        |
|       | Edward Araya       | Chile              | DSQ 1      |
|       | Creighton Connolly | Kanada             | DSQ 1      |
|       | Jorge Armando Ruiz | Kolumbien          | DSQ 1      |